# Richard Pipes
Richard Edgar Pipes (Cieszyn, 1923. július 11. – Cambridge, Massachusetts, 2018. május 17.) lengyel-amerikai történész, a Harvard Egyetem professzora, aki az orosz és a szovjet történelemre szakosodott.

## Pályája
A lengyelországi Cieszynben született asszimilált zsidó családba, majd 16 éves korában, 1939 októberében az Egyesült Államokba emigrált. A második világháború alatt az amerikai légierőnél szolgált. A Muskingum College-ben, a Cornell Egyetemen és a Harvardon végzett. 1958-tól kezdve 1996-os nyugdíjazásáig tanított a Harvard Egyetemen. 1962-ben a Leningrádi Állami Egyetemen tartott előadássorozatot. 1968 és 1978 között a Harvard Egyetem Ruszisztikai Kutatóközpontjának igazgatói posztját is ellátta. 1976-ban a B-csapat (Team B) elnevezésű CIA-elemzőcsoport vezetője volt, mely jelentésében arra a következtetésre jutott, hogy a Szovjetunió az akkoriban képzeltnél sokkal nagyobb fenyegetést jelent a nyugati világra. Az enyhülés politikájának egyik leghevesebb ellenzőjeként a hetvenes években a demokrata párti Henry M. „Scoop” Jackson szenátor külpolitikai tanácsadója volt, majd Ronald Reagan republikánus elnök tanácsadóinak egyike lett a Nemzetbiztonsági Tanácsban. A Külpolitikai Tanács (Council on Foreign Relations) szervezet tagja volt. 2003 októberében Sztálinizmus – Kettős mérce nélkül tartott előadást a Terror Háza Múzeum konferenciáján.

## Írásai
Számtalan könyv és tanulmány szerzője. Nagy jelentőségű felismeréseinek egyike, hogy Oroszország autokratikus berendezkedését a moszkvai fejedelemség XV. századi különutas fejlődéséig vezette vissza, valamint az a mára már széles körben elfogadott tétel, hogy az 1917-es oroszországi forradalom valójában szűk kör által kivitelezett bolsevik puccs volt. Legfontosabb művei az 1981-ben írt Szovjet–amerikai kapcsolatok az enyhülés korában: a tévedések tragédiája (U.S.–Soviet Relations in the Era of Détente: A Tragedy of Errors), valamint az 1990-es Orosz forradalom (The Russian Revolution) című munkák. Az amerikai Commentary folyóiratban publikált Miért gondolják a szovjetek, hogy megnyerhetik a nukleáris háborút című írása a Szabadság/Harcosok – hidegháborús írások című kötetben jelent meg magyar nyelven 2015 tavaszán.

## Művei magyarul
- Az orosz forradalom története; ford. Szappanos Gábor, jegyz. Vígh Zoltán; Európa, Bp., 1997
- Az ismeretlen Lenin. A titkos archívumból; szerk. Richard Pipes, ford. Kállai Tibor; Kairosz, Bp., 2002
- A kommunizmus; ford. Szabó László Zsolt; Európa, Bp., 2004 (Áttekintések)